# زیارت مولا
زیارت مولا، روستایی در دهستان گوربند بخش مرکزی شهرستان میناب در استان هرمزگان ایران است 
زیارت مولا روستایی تاریخی می‌باشد این روستا در قدیم و هم اکنون از زمین های جلگه‌ای و حاصل خیزی بر خوردار می‌باشد بسیاری از مردم شهر میناب زمستان ها در این روستا به کشت غلات مشغول بودند ، به علت خرمن زیاد مردم روستا و منطقه به این روستا خرمن ده یعنی ده پُر از خرمن میگفتند 
مردم زیارت مولا مردمی مومن ، انقلابی و باسواد و از قوم کوچ (فارس) عموم از طبقه آقا ،  رئیس و بلوچکاره «دامپرور،زارع » هستند
در اوایل انقلاب اسلامی شخصی بنام «دادخدا اسحاق صادقی» با جمع آوری شناسنامه های مردم روستا و پیگیری از فرمانداری شهرستان میناب  اقدام به مستقل کردن روستا و نام گذاری روستا از خرمن ده به روستای زیارت مولا کرد  

## جمعیت
بر پایه سرشماری عمومی نفوس و مسکن در سال ۱۳۹۵، جمعیت این روستا برابر با ۲۴۲ نفر (۶۴ خانوار) بوده‌است.